# Hernani
|  | Per a altres significats, vegeu «Hernani (Hugo)». |

Hernani és una vila de Guipúscoa. Pertany a Donostialdea (comarca de Sant Sebastià), dins la Comunitat Autònoma del País Basc, a una distància de 9,2 km de la capital provincial, Sant Sebastià. El municipi d'Hernani ocupa una extensió aproximada de 42 km² i limita amb els municipis de Sant Sebastià, Astigarraga, Arano, Elduain, Errenteria, Lasarte-Oria i Urnieta. A dia 1 de gener de 2007, la seva població era de 19.138 habitants.
La festa major local se celebra entre els dies 23 i 27 de juny, en honor de Sant Joan Baptista; i entre els actes que s'hi duen a terme cal destacar la popular "Azeridantza" (també celebrada durant les festes de Carnestoltes). Dins del seu terme municipal es troba el Museu Chillida-Leku.

## Demografia
| 1900  | 1910  | 1920  | 1930  | 1940  | 1950  | 1960   | 1970   | 1981   | 1991   | 2000   | 2005   |
| ----- | ----- | ----- | ----- | ----- | ----- | ------ | ------ | ------ | ------ | ------ | ------ |
| 3.672 | 4.326 | 5.405 | 6.282 | 7.093 | 8.577 | 13.080 | 23.338 | 30.272 | 18.489 | 18.737 | 18.836 |

## Personatges cèlebres
- Txirrita (1860-1936), bertsolari
- Gabriel Celaya (1911-1991), poeta
- Elías Querejeta (1934), productor, director i guionista cinematogràfic. En la seva joventut fou jugador de la Reial Societat
- Martín Zabaleta (1950), alpinista. El 1980 fou la primera persona amb nacionalitat espanyola en pujar a l'Everest.[1]
- Xabi Solano (1978), trikitilari. Integrant del grup Esne Beltza.
- Joaquim Aierdi, famós escriptor valencià del Barroc, té els seus orígens familiars vinculats a la vila d'Hernani.